# DTV Hannover
Der Deutsche Tennis Verein Hannover e. V. (DTV) wurde 1896 gegründet und ist der älteste Tennis-Verein in Hannover. Er ist seit dem 1. Januar 2014 Mitglied der Leading Tennis Clubs of Germany.

## Beschreibung
Der rund 1700 Mitglieder (Stand April 2016) zählende Club ist seit 1934 ansässig am Theodor-Heuss-Platz zwischen dem Zoo Hannover und dem Eilenriedestadion. 1953 wurde die Hockey-Abteilung, als zweite im Verein angebotene Sportart, gegründet. Das rund 47.000 m² große Clubgelände ist ausgestattet mit 13 Tennisplätzen, davon zwei mit Tribünen für rund 1200 Zuschauer, einer Drei-Feld-Tennishalle, einem Hockey-Kunstrasenplatz mit Flutlichtanlage, einem Hockey-Naturrasenplatz und einer Hockeyhalle. Des Weiteren steht den Mitgliedern ein 25-m-Schwimmbecken zur Verfügung. Bekannteste Vereinsangehörige sind sowie waren Gerhard Schröder und Gottfried von Cramm.

## Geschichte

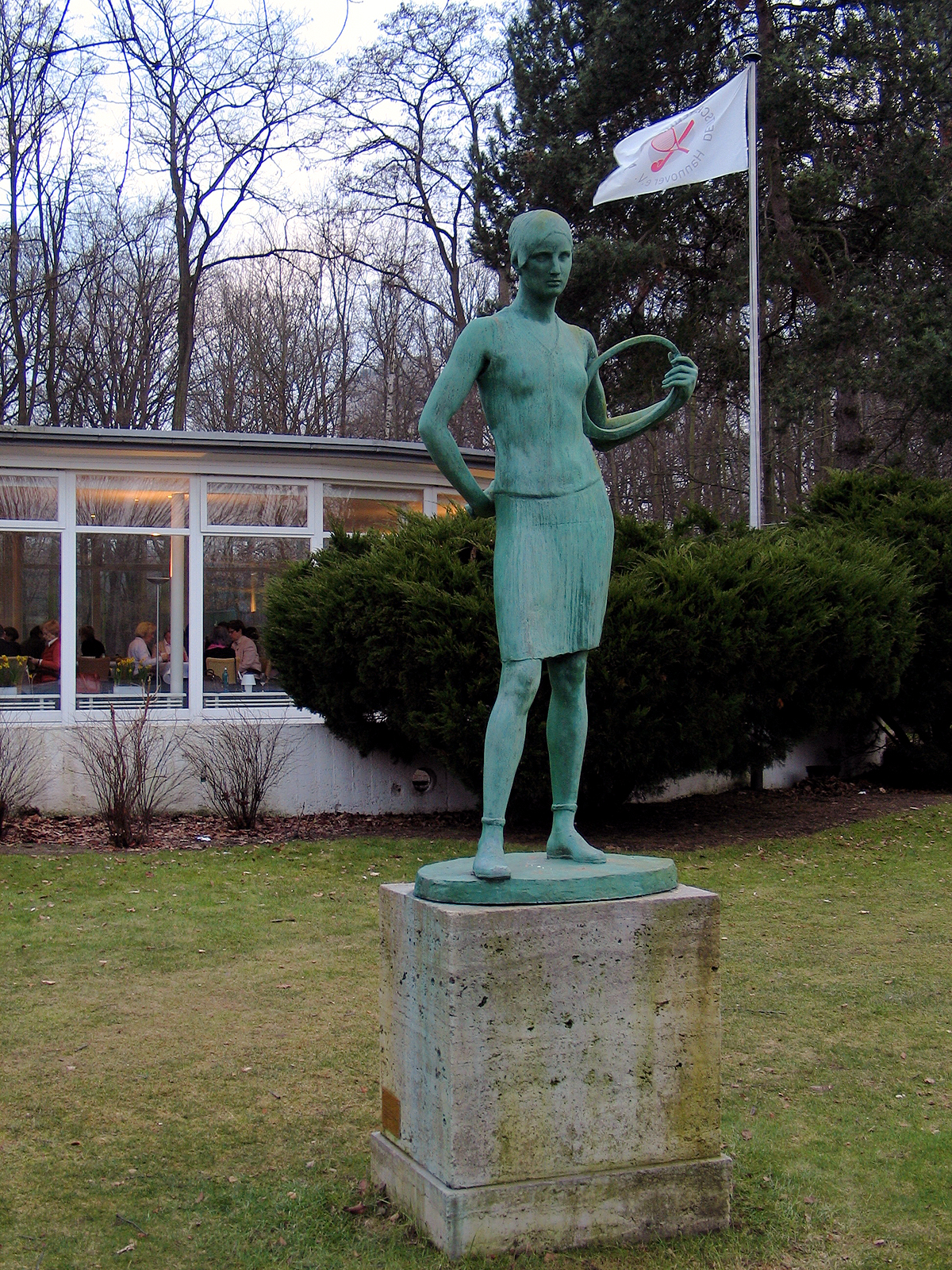
Skulptur „Tennisspielerin“, 1930 von Constantin Starck geschaffen; „Ein Geschenk der Fritz-Behrens-Stiftung an die Stadt Hannover“;
hier 2013 vor der verglasten Veranda des Clubhauses in der Eilenriede

Der älteste hannoversche Tennisverein wurde noch in der Gründerzeit des Deutschen Kaiserreichs im Jahr 1896 gegründet, anfänglich mit zwei Tennisplätzen nahe der Petrikirche in Kleefeld. 1908 wurde ein erstes Klubhaus nach dem Schlachthof errichtet.
Im Jahr 1913 richtete der DTV Hannover erstmals die Deutschen Tennismeisterschaften aus.
Zu Beginn der Weimarer Republik war der DTV mit 400 Mitgliedern im Jahr 1920 einer der größten hannoverschen Sportvereine.

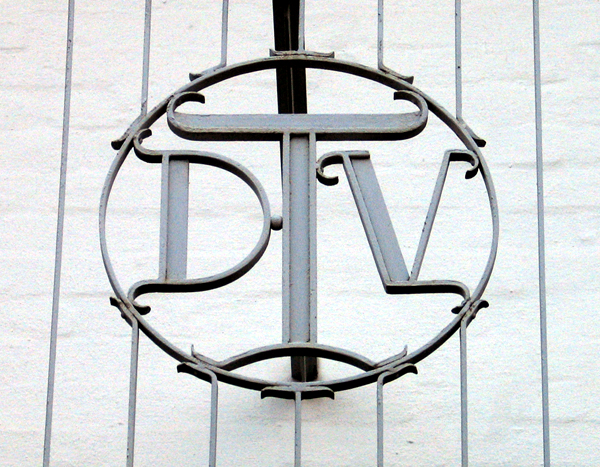
Schmiedeeisernes Logo DTV im Gitterzaun über dem Eingang zum Vereinshaus

1924 trat Gottfried von Cramm dem Verein bei. Im Jahr 1927 wurde Nelly Stephanus Deutsche Meisterin im Einzel, während sich von Cramm gemeinsam mit Feo Harz den Titel als Deutscher Junioren-Meister im Doppel erspielte.
1934 wurde das heutige Vereinsgelände mit einem neuen Klubhaus und einer 10-Platz-Anlage neben dem Eilenriedestadion bezogen.
Nach der Ausbombung durch die Luftangriffe auf Hannover im Zweiten Weltkrieg wurden die sportlichen Einrichtungen neu aufgebaut und durch ein Schwimmbad ergänzt.
1953 wurde die Hockey-Abteilung gegründet, für die 1961 zwei Spielplätze sowie eine Halle in Betrieb genommen werden konnten. So konnten die Hockey-Herren schließlich in die 2. Bundesliga aufsteigen (Stand 2009).
2016 spielte die 1. Damenmannschaft der Tennissparte in der 1. Bundesliga, sowie in der Saison 2018 und Saison 2019.